# ハシハーミット
ハシハーミット（1976年2月27日 - 1998年8月27日）は日本中央競馬会・道営競馬に所属していた競走馬。
※馬齢は旧表記（数え年）にて統一する。

## 来歴
父のテューダーペリオッドはオーエンテューダー系のサラブレッドで、ハマノパレード、タケクマヒカルを送り出した。母のシンホープは父シンザンの記念すべき初産駒ということで、出生時にはマスコミによってクローズアップされた。シンホープの母のイスタンホープはサラブレッド系種で、そのまた母のイースタオーはニュージーランドからの輸入馬であった。
1976年2月27日に北海道・浦河の榊原敏夫牧場で誕生したが、当時は小柄で見栄えのしなかった。その後は1歳の秋口から2歳（1977年）にかけて馬っぷりが良くなり、榊原と旧知の仲である谷川牧場の谷川弘一郎に品評会で祝福されるほどであった。2歳になったハシハーミットは谷川が運営する育成牧場でハードな調教を積み、3歳になった1978年春に栗東・内藤繁春厩舎へ入厩。

### 戦績
1978年9月に阪神で行われた新馬戦でデビューし、中団から脚を伸ばしたものの3着に終わる。続く折り返しの新馬戦をハナ差で勝ち上がったが、間も無く骨瘤が出たため2ヶ月半の休養を余儀なくされる。その後は12月の阪神3歳Sで復帰するも、7頭立ての最下位に終わる。次走の中京3歳Sでも10頭立ての8着に終わった後、鞍上を柴田光陽から河内洋にバトンタッチ。1979年は始動戦の呉竹賞（400万下）でカツラノハイセイコ・ニチドウアラシの4着に入り、続く福寿草特別（400万下）で自己条件を卒業すると、阪神3歳S以来となる重賞のきさらぎ賞に挑戦して4着。続いて連闘で挑んだ4歳S（京都芝1600m）での3着を挟み、毎日杯にテルテンリュウの2番人気で出走。このレースはマリージョーイに騎乗した福永洋一が落馬して意識不明の重体になるというアクシデントが発生したが、ハシハーミットはこれに巻き込まれることなく勝利して重賞初制覇となった。その後は東上し、皐月賞トライアルのスプリングステークスに出走。岡部幸雄との初コンビであったが、自分の競馬をさせてもらえず9着と惨敗。続く本番の皐月賞も後方から伸びを欠いてビンゴガルーの11着と完敗し、さらに右前飛節炎を発症したため日本ダービーを断念して休養に入る。秋は9月のオープン戦で復帰するも6着、叩き2戦目の朝日CCでもバンブトンコートの8着と調子は上向かなかったが、10月の京都大賞典では古馬相手に奮闘し、早め早めの競馬で天皇賞・秋優勝馬のテンメイとアタマ差の2着に善戦。この好走で自身が叩き良化型であることを証明すると共に実力の高さも示す結果となり、一気に昇り調子でクラシック3冠目の菊花賞に参戦。なおこの年の菊花賞は京都競馬場の改修工事に伴い初めて阪神競馬場で行われた。当日は前走の内容が評価されて5番人気に推されたが、前日から降り続いた雨で馬場状態は重に悪化しており、蹄が他馬に比べて大きいハシハーミットにとって、不利な条件に思われた。レースではハヤテアズマが1周目の直線から2コーナーで馬群を突き放した大逃げを打ち、小島太騎乗の皐月賞馬・ビンゴガルーは先団に付け、ハシハーミットはリンドプルバンと同じ後方集団に付けた。平均ペースで淡々と流れていったが、3コーナーでビンゴガルーが早めに仕掛けて先頭に立つ。実況していた杉本清（当時・関西テレビアナウンサー）は「早いのか、これでいいのか、小島太。これでいいのか、ショウリで逃した大輪を、今度はこのビンゴガルーで見事に獲るか!」と伝えた。ビンゴガルーの内からハシクランツ、ハシハーミットは外からまくっていった。直線で小島がムチを振ってビンゴガルーを奮い立たせようとしたが、直線の半ばでハシハーミットが先頭に立つ。ビンゴガルーは早仕掛けの反動で急激に失速し、外に持ち出したハシクランツが2番手に上がり、そのままの態勢でゴール。ハシハーミットが3馬身差で余裕を持って見事勝利。ハシハーミットとハシクランツは馬主・調教師と共に同一で、珍しいケースとなった。鞍上の河内は同年5月に行なわれたオークス(アグネスレディーに騎乗）に次いでクラシック2勝目（牡馬クラシックは初勝利）となった。その後は後蹄が欠ける病気を発症し、休養中に屈腱炎も発症。2年もの長期休養に突入してしまい、長い療養の末、関係者の尽力により7歳となった1982年に道営・手島健児厩舎へ移籍。道営競馬では知名度もあって注目を集め、特別戦ではシバフイルドーを敗って「さすが菊花賞馬」という走りを見せた。8歳になった1983年の夏を越えると急激に調子を落とし、秋の道営記念では大敗。1984年5月に行われた太平原賞で8頭立ての最下位に敗れたのを最後に、しばらく経って競走馬登録を抹消。同年引退。

### 引退後
引退後は新冠の太平洋ナショナルスタッドで種牡馬となったが、血統面で見劣りすることなどから1年で供用を終了。以降は故郷・浦河の榊原敏夫（榊原敏明）牧場で功労馬として余生を送る。1998年8月27日、同場において23歳（現表記22歳）で死去。
産駒は6頭を残したのみで、その中では高崎で7勝を挙げたカクテルドリームが目立つ程度と種牡馬としては全く結果を残せなかった。

## 血統表
| ハシハーミットの血統                              | ハシハーミットの血統                          | ハシハーミットの血統                | （血統表の出典）                    | （血統表の出典） |
| 父系                                              | オーエンテューダー系                          | オーエンテューダー系                | オーエンテューダー系                | [ § 2 ]          |
| 父 *テューダーペリオッド Tudor Period 1957 栃栗毛 | 父の父Owen Tudor 1938 黒鹿毛                  | Hyperion                            | Gainsborough                        | Gainsborough     |
| 父 *テューダーペリオッド Tudor Period 1957 栃栗毛 | 父の父Owen Tudor 1938 黒鹿毛                  | Hyperion                            | Selene                              |                  |
| 父 *テューダーペリオッド Tudor Period 1957 栃栗毛 | 父の父Owen Tudor 1938 黒鹿毛                  | Mary Tudor                          | Pharos                              | Pharos           |
| 父 *テューダーペリオッド Tudor Period 1957 栃栗毛 | 父の父Owen Tudor 1938 黒鹿毛                  | Mary Tudor                          | Anna Bolena                         |                  |
| 父 *テューダーペリオッド Tudor Period 1957 栃栗毛 | 父の母Cornice 1944 鹿毛                       | Epigram                             | Son-in-Law                          | Son-in-Law       |
| 父 *テューダーペリオッド Tudor Period 1957 栃栗毛 | 父の母Cornice 1944 鹿毛                       | Epigram                             | Flying Sally                        |                  |
| 父 *テューダーペリオッド Tudor Period 1957 栃栗毛 | 父の母Cornice 1944 鹿毛                       | Cordon                              | Coronach                            | Coronach         |
| 父 *テューダーペリオッド Tudor Period 1957 栃栗毛 | 父の母Cornice 1944 鹿毛                       | Cordon                              | Miss Brenda                         |                  |
| 母 シンホープ 1967 栗毛                           | 母の父シンザン 1961 鹿毛                      | *ヒンドスタン Hindostan             | Bois Roussel                        | Bois Roussel     |
| 母 シンホープ 1967 栗毛                           | 母の父シンザン 1961 鹿毛                      | *ヒンドスタン Hindostan             | Sonibai                             |                  |
| 母 シンホープ 1967 栗毛                           | 母の父シンザン 1961 鹿毛                      | ハヤノボリ                          | ハヤタケ                            | ハヤタケ         |
| 母 シンホープ 1967 栗毛                           | 母の父シンザン 1961 鹿毛                      | ハヤノボリ                          | 第五バツカナムビユーチー            |                  |
| 母 シンホープ 1967 栗毛                           | 母の母イスタンホープ （サラ系扱い） 1961 鹿毛 | *フェリオール Ferriol               | Fastnet                             | Fastnet          |
| 母 シンホープ 1967 栗毛                           | 母の母イスタンホープ （サラ系扱い） 1961 鹿毛 | *フェリオール Ferriol               | Asturie                             |                  |
| 母 シンホープ 1967 栗毛                           | 母の母イスタンホープ （サラ系扱い） 1961 鹿毛 | *イースタオー（サラ系扱い） Ista O  | Dogger Bank                         | Dogger Bank      |
| 母 シンホープ 1967 栗毛                           | 母の母イスタンホープ （サラ系扱い） 1961 鹿毛 | *イースタオー（サラ系扱い） Ista O  | Ista（サラ系扱い）                  |                  |
| 母系(F-No.)                                       | (FN:C20)                                      | (FN:C20)                            | (FN:C20)                            | [ § 3 ]          |
| 5代内の近親交配                                   | Pharos＝Fairway 4×5･5、Coronach 4×5           | Pharos＝Fairway 4×5･5、Coronach 4×5 | Pharos＝Fairway 4×5･5、Coronach 4×5 | [ § 4 ]          |
| 出典                                              | 1. 2. 3. 4.                                   | 1. 2. 3. 4.                         | 1. 2. 3. 4.                         | 1. 2. 3. 4.      |

牝系は1953年に輸入されたニュージーランド産馬（いわゆる豪サラ）イースタオーの血を引く。しかし祖母・イスタンホープまでは8代以内に血統不明馬がいたため、いわゆる「サラ系」としてみなされ、このことが血統面の評価を落とす原因となった。なお、イースタオーの子孫はすでに残っていない。